# The Gossip (minialbum)
The Gossip – pierwszy minialbum i zarazem debiutanckie wydawnictwo amerykańskiej grupy rockowej Gossip. Minialbum wydano w 1999.

## Lista utworów
1. "Red Hott", 2:04
2. "On the Prowl", 1:44
3. "Jailbreak", 1:22
4. "Dressed in Black", 1:29

## Wykonawcy
- Beth Ditto – wokal
- Brace Paine – gitara elektryczna, gitara basowa
- Kathy Mendonça – perkusja